# Patanogüey-teri
Patanogüey-teri est une localité de la paroisse civile de Mavaca dans la municipalité d'Alto Orinoco dans l'État d'Amazonas au Venezuela, à proximité des rives du río Augüey et de l'Orénoque.